# St. Margareta (Großschwabhausen)

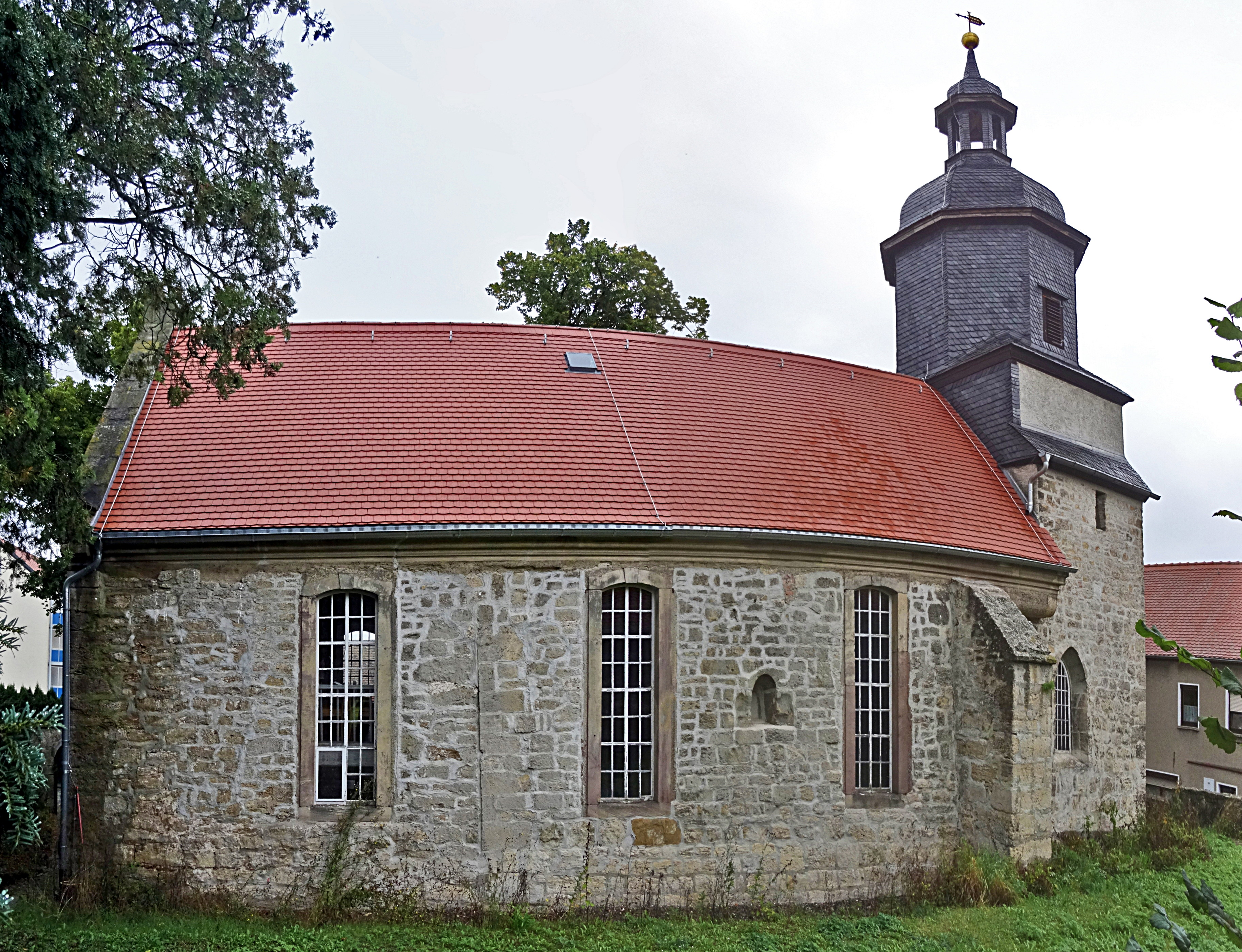
Die Kirche

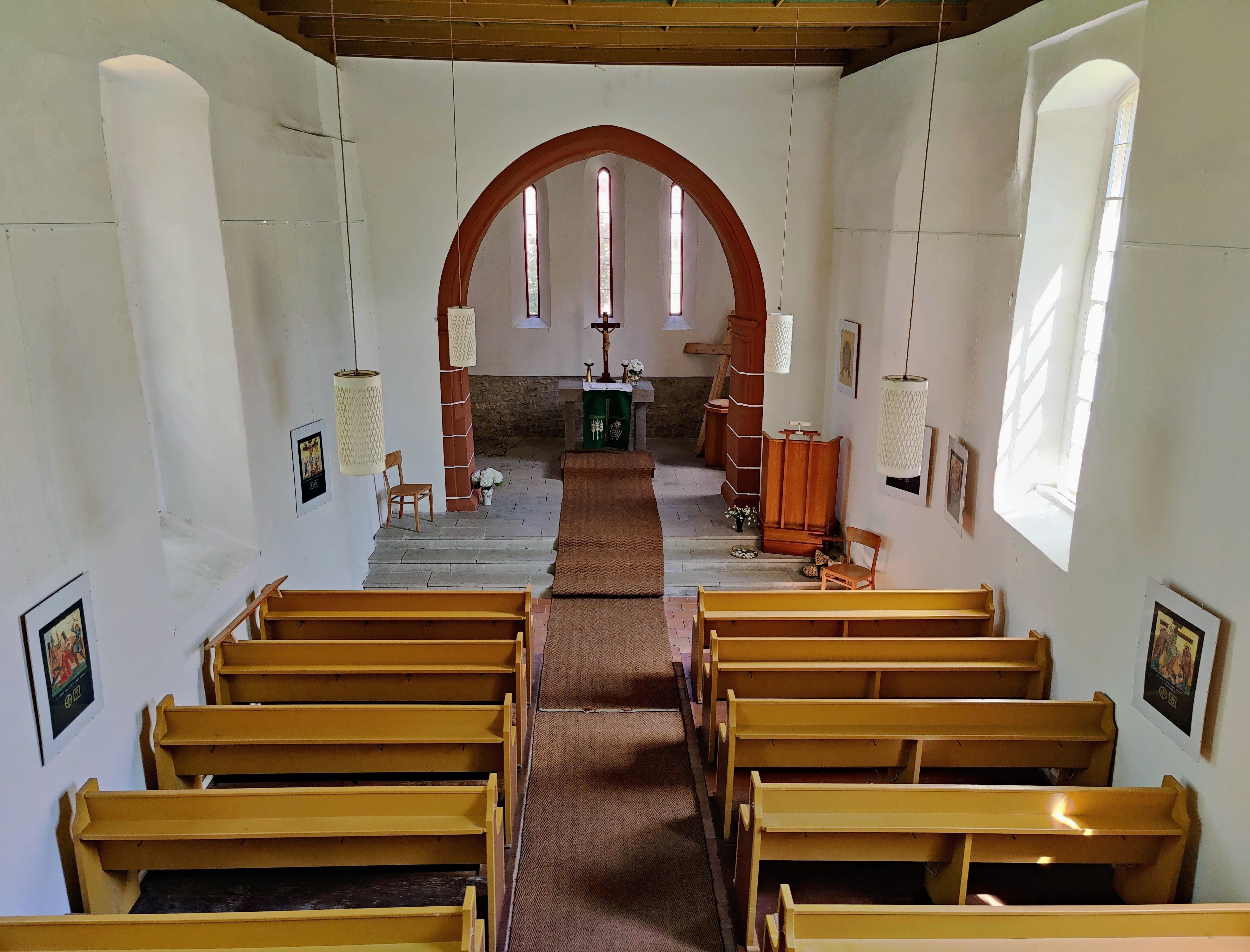
Innenraum (2021)

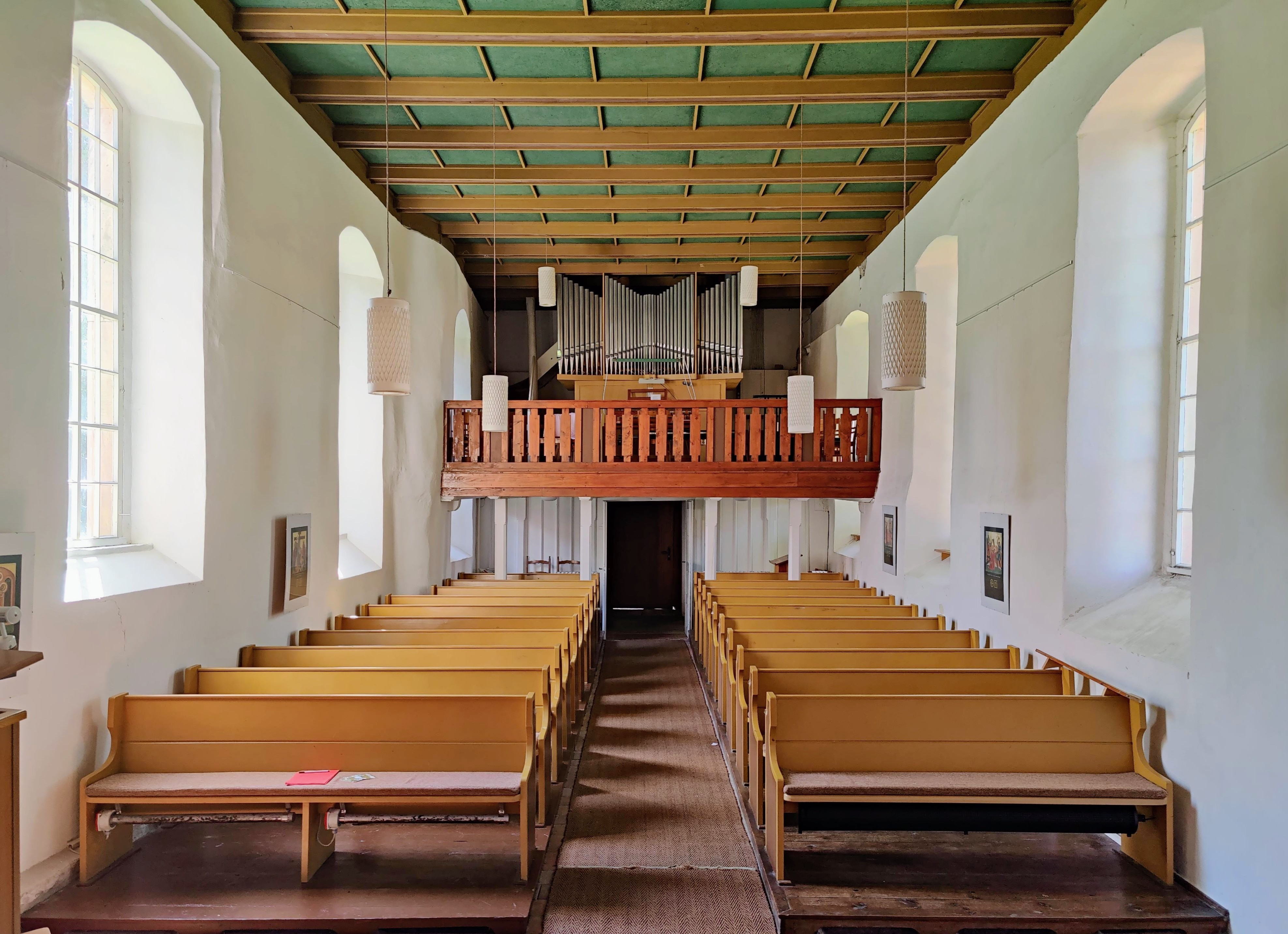
Blick zur Orgel

Die evangelische Dorfkirche St. Margareta in Großschwabhausen im Landkreis Weimarer Land in Thüringen befand sich ursprünglich am Westrand des Dorfes mit ummauertem Friedhof. Jetzt steht sie mittig im westlichen Dorf. Im ehemaligen alten Friedhof steht vor der Kirche das Denkmal für die gefallenen Krieger des Ersten Weltkrieges. Sie gehört zum Kirchspiel Großschwabhausen im Kirchenkreis Jena der Evangelischen Kirche in Mitteldeutschland.
Der Name der Schutzheiligen Margareta von Schottland und ihr Bildnis sind in Stein gehauen zu betrachten.
Die Kirche ist eine Chorturmkirche mit angebautem Schiff. Über dem Viereck des Kirchturmes erhebt sich der Turm achteckig mit folgender Hause, Laterne und Turmknopf sowie Wetterfahne.
Erneuert wurde das Kirchenschiff 1607–1609, wohl auch Taufstein und Kanzel, die auch diese Jahreszahlen trugen, aber abhandenkamen. Weitere Umbauten folgten.
1970 erfolgte die letzte große Restaurierung; 1971 ein Orgelneubau durch Günter Bahr (Weimar). Das Werk verfügt über 8 Register auf einem Manual und Pedal.